# 全日本ジュニアショートトラックスピードスケート選手権大会
全日本ジュニアショートトラックスピードスケート選手権大会は、日本スケート連盟が主催するショートトラックスピードスケートの大会である。開催地は持ち回りで、通常毎年11月に3日間に渡って開催される。

## 概要
1981年に第1回大会を開催。対象となる年齢は14歳以上19歳以下（ISUジュニア規定に準ずる）。なお、インターハイではショートトラック競技は実施されていないため、高校生年代の大会はこの全日本ジュニアと国体少年の部のみとなる。
世界ジュニアショートトラックスピードスケート選手権大会の日本代表選考会も兼ねて実施される。

## 種目
- 500m
- 1000m
- 1500m
- 1000mパシュート

## 歴代優勝者
| 回 | 年   | 開催地 | 男子総合 | 女子総合   |
| -- | ---- | ------ | -------- | ---------- |
| 27 | 2007 | 大阪   | 坂下里士 | 桜井美馬   |
| 28 | 2008 | 相模原 | 渡辺啓太 | 吉田麻里絵 |
| 29 | 2009 | 江戸川 | 上村翔太 | 吉田麻里絵 |
| 30 | 2010 | 広島   | 渡辺啓太 | 菊池萌水   |
| 31 | 2011 | 甲府   | 岩佐暖   | 菊池純礼   |
| 32 | 2012 | 千葉   | 横山大希 | 菊池純礼   |
| 33 | 2013 | 神戸   | 岩佐暖   | 菊池純礼   |